# Уэтамо-де-Нуньес
Уэтамо-де-Нуньес (исп. Huetamo de Núñez) — город и муниципалитет в Мексике, входит в штат Мичоакан. Население 41 человек.

## История
В 1553 году город основал Фрай Хуан Баутиста Мойя.